# Verbrechen der Endphase im KZ Neuengamme

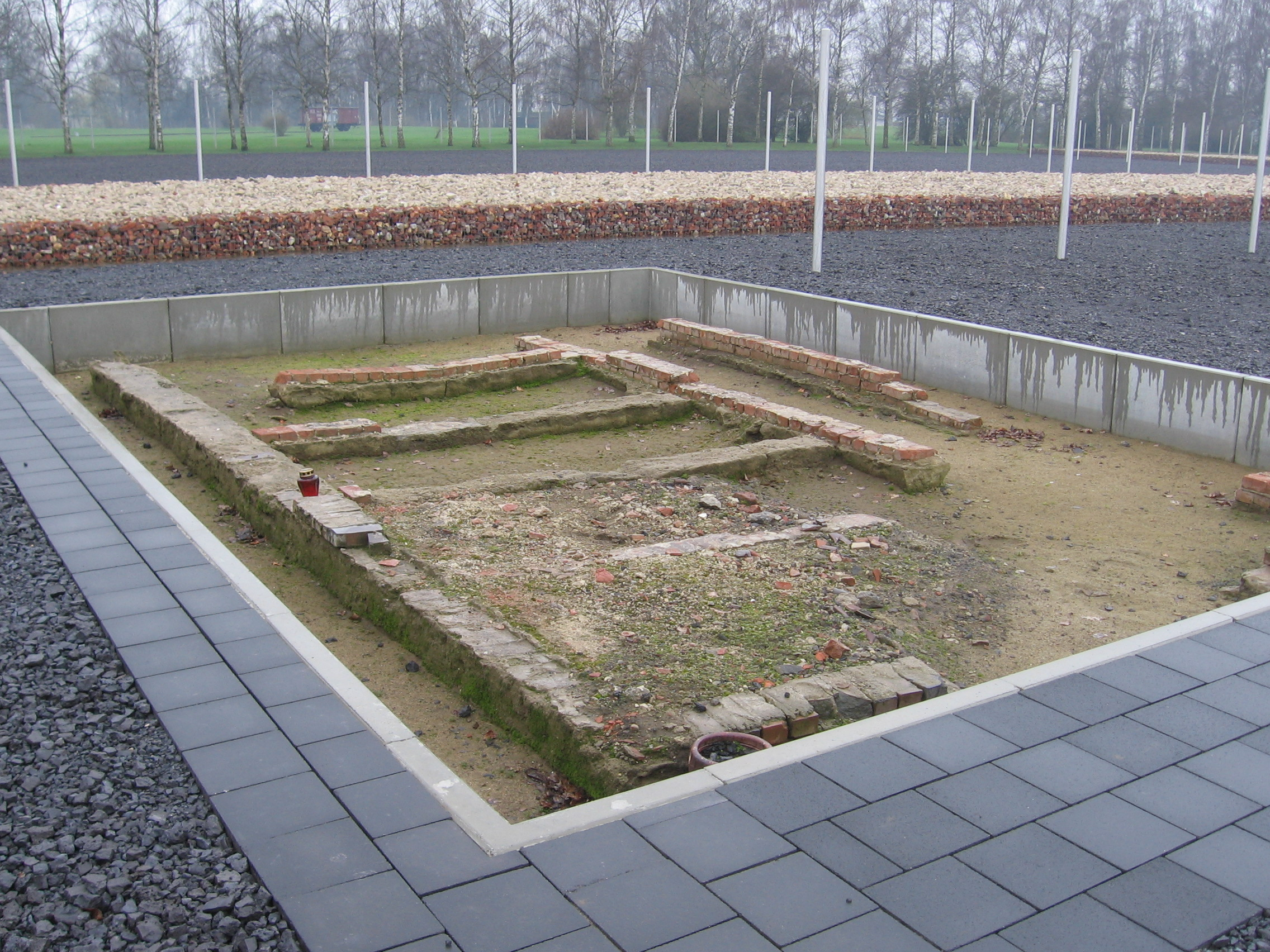
Gedenkstätte KZ Neuengamme: freigelegte Überreste des Arrestbunkers

Bei dem Endphaseverbrechen im KZ Neuengamme wurden 13 Frauen und 58 Männer zwischen dem 21. und 24. April 1945 im Arrestbunker des Konzentrationslagers ermordet. Diese 71 Menschen waren überwiegend politische Gefangene, Mitglieder verschiedener Widerstandsgruppen und politisch auffällig gewordene Zwangsarbeiter. Sie hatten über Monate, teilweise über Jahre als Schutzhäftlinge im Polizeigefängnis Fuhlsbüttel eingesessen, gegen sie waren weder Prozesse eröffnet, noch Gerichtsbeschlüsse gefasst worden. Das Verbrechen ist Teil der „Zeugen- und Spurenbeseitigung“, die nationalsozialistische Machthaber in Hamburg gegen Ende des Krieges vornahmen, um bei der Übergabe der Stadt an die Alliierten möglichst wenig Hinweise auf nationalsozialistische Gräueltaten zu geben. In diesem Zusammenhang steht auch der Mord an zwanzig Kindern in der Schule am Bullenhuser Damm in der Nacht zum 21. April 1945.

## Hintergrund
Als sich zum Kriegsende die britischen Streitkräfte Hamburg näherten, wurden die Konzentrationslager der Stadt nach seit Ende 1944 vorliegenden Plänen geräumt. In Fuhlsbüttel wurden die Gefangenen in drei Gruppen aufgeteilt. Die als harmlos Eingestuften wurden entlassen, die zweite Gruppe, die etwa 800 Gefangene umfasste, wurde auf einen sogenannten „Evakuierungsmarsch“ zum Arbeitserziehungslager Nordmark nach Kiel-Hassee geschickt. 71 Politische Gefangene waren auf einer von verschiedenen Referatsleitern der Gestapo zusammengetragenen und von Georg-Henning Graf von Bassewitz-Behr, Generalleutnant der Waffen-SS, unterzeichneten Liste zur Ermordung vorgemerkt und wurden am 20. April 1945 in das KZ Neuengamme überführt. Sie hatten weitgehend im Widerstand gegen den Nationalsozialismus gestanden und waren in der KPD, der Bästlein-Jacob-Abshagen-Gruppe, der Weißen Rose Hamburg, der Etter-Rose-Hampel-Gruppe oder in der Gruppe Kampf dem Faschismus (KdF) organisiert. Einzelpersonen, darunter zahlreiche polnische, sowjetische und französische Zwangsarbeiter, waren durch systemkritische Äußerungen aufgefallen und in Schutzhaft genommen worden.
Die nationalsozialistischen Machthaber der Stadt Hamburg wollten vor dem Eintreffen der Alliierten die Spuren ihrer Verbrechen beseitigen. Parallel zur Räumung von Fuhlsbüttel und der Liquidierung der Widerstandskämpfer wurde ab Ende April 1945 auch das KZ Neuengamme geräumt. Rund 10.000 Häftlinge mussten sich auf den Marsch nach Lübeck und in die Lübecker Bucht machen, sie wurden dort zu Tausenden auf Schiffe gebracht. Für etwa 6.400 Menschen endete dies tödlich, in der Hauptsache bei der Versenkung der Cap Arcona und der Thielbek am 3. Mai 1945 durch einen britischen Luftangriff.
Zwanzig jüdische Kinder im Alter zwischen fünf und zwölf Jahren, an denen in Neuengamme seit dem Herbst 1944 medizinische Experimente vorgenommen worden waren, wurden in eine als Außenlager umfunktionierte Schule am Bullenhuser Damm im damaligen Stadtteil Billwerder Ausschlag gebracht und dort in der Nacht vom 20. auf den 21. April 1945 erhängt. Anschließend wurden dort weitere 28 Menschen, die Pfleger der Kinder sowie sowjetische Kriegsgefangene, ermordet.
Die letzten 700 Gefangenen in Neuengamme mussten das Lager aufräumen, teilweise die Baracken neu streichen, und wurden zwischen dem 30. April und 2. Mai 1945 unter der Leitung des Schutzhaftlagerführers Anton Thumann und des Rapportführers Wilhelm Dreimann auf einen Marsch nach Flensburg geschickt. Als die Briten am 3. Mai 1945 in Neuengamme eintrafen, fanden sie das leere und saubere Lager vor. Die umfangreichen Aktenbestände und Verwaltungsunterlagen waren zuvor vernichtet worden.

## Die Liquidationsliste
Bereits kurz nach Kriegsbeginn wurde im Gestapo-Dezernat zur „Bekämpfung des Kommunismus“ (Sonderreferat der Gestapo IV 1 a 1) eine „Kartei der gefährlichen Elemente“ angelegt, sie enthielt Eintragungen über Personen, die als regimekritisch galten, und wurde ständig gepflegt und erweitert. Ab 1943 wurden aus dieser Kartei „Listen nicht tragbarer Elemente“ gefertigt, nach denen ab dem Frühjahr 1945 die „Liquidationsliste“ geschrieben wurde.

„Die Aufforderung zur Aufstellung dieser Liste wurde durch den ehemaligen Chef der Gestapo, Blomberg, über den Regierungsrat Jacob an die einzelnen Abteilungsleiter weitergegeben. Der Angeschuldigte Bockelmann erhielt den entsprechenden Auftrag von Hintze und stellte gemeinsam mit dem Angeschuldigten Helms eine Liste der gefährlichen Häftlinge auf.“

Falls die Eingetragenen bereits hingerichtet oder anderweitig zu Tode gekommen waren, wurden diese Fälle als „erledigt“ betrachtet. Herausgesucht wurden Männer und Frauen, die im Polizeigefängnis Fuhlsbüttel in unmittelbarer Verfügungsgewalt der Gestapo standen oder aber leicht festzunehmen waren. Die Übertragung der Namen von einer braunen auf eine rote Kartei übernahmen die Gestapo-Angestellten Lucie Rehbein und Helene Reimers.

„Ich wurde bei meiner Vernehmung durch den Sergeanten nach einer schwarzen Liste gefragt, die ich geschrieben haben soll. Auf dieser Liste habe ich die bereits genannten sechs Namen hinzugefügt, von denen Schulz nicht hingerichtet wurde. Die anderen Namen, die bereits auf der Liste standen, weiß ich nicht. Es handelt sich bei diesen um Leute, die bereits verhaftet waren. … Die Liste, welche die Überschrift ‚Nicht tragbare Elemente‘ trug, brachte Helms zu Dr. Freytag von der Staatsanwaltschaft, mit dem er, wie er sagte, noch manches zu besprechen hatte.“

Bei den Namen, die Helene Reimers auf die Liste schrieb, handelte es sich um die vier Mitglieder der Familie Ladewig und Rosenkranz sowie um Heinrich Schröder und Carl Schultz. Diese sechs Personen wurden nach der Erstellung der Liste, Ende März 1945, verhaftet und nach Fuhlsbüttel gebracht. Zusätzlich setzte Albert Schweim, Leiter des Hamburger Gestapo-Ausländerreferats (Dezernat IV 1 c), einige sowjetische Kriegsgefangene auf die Liste.
In der Nacht vom 11. auf den 12. April 1945 fand bei dem Kommandanten des Polizeigefängnis Fuhlsbüttel, Willi Tessmann, ein Treffen von Angehörigen der SS-Wachmannschaft statt. Dort lag die nun von Bassewitz-Behr unterzeichnete und von der Gestapo zugeschickte Liste vor und wurde beraten.

## Das Verbrechen
Der Transport nach Neuengamme am 20. April 1945 wurde durch den stellvertretenden Lagerleiter des KZ Fuhlsbüttel, Hans Stange, geleitet. Die Männer wurden zunächst in einen isolierten Strafblock, der von SS-Posten bewacht wurde, untergebracht, die Frauen in den SS-Bunkern des Lagers. In der Nacht vom 21. auf den 22. April 1945 wurden unter dem Kommando des stellvertretenden Lagerleiters von Neuengamme, Anton Thumann, die dreizehn Frauen in den als Hinrichtungsstätte dienenden Arrestbunker gebracht, zwölf von ihnen wurden gehängt, die dreizehnte Frau wurde erschlagen.
Etwa die Hälfte der Männer waren zu diesem Zeitpunkt ebenfalls in den Zellen des Arrestbunkers untergebracht. Einigen gelang es, sich zu verbarrikadieren und zur Wehr zu setzen. Sie starben in der Nacht vom 22. auf den 23. April 1945 durch Handgranaten, die die SS-Wachmannschaft, ebenfalls unter dem Kommando von Thumann, durch die Fenster hineinwarf. Vermutlich wurden sieben weitere Männer gehängt, die übrigen in der Nacht zum 24. April 1945 erschossen.
Die Leichen wurden im Krematorium des KZ Neuengamme verbrannt.

## Berichte
Trotz der relativ frühen Erkenntnisse der britischen Militärbehörde durch zahlreiche Zeugenaussagen und Berichte kommt es zu teilweise widersprüchlichen Angaben zu Daten und insbesondere der Details. Von den ermordeten Frauen wird durchgehend berichtet, dass sie vor ihrem Transport von Fuhlsbüttel nach Neuengamme davon ausgingen, dass sie entlassen würden.

„Da kein Gerichtsverfahren gegen sie lief, nahmen sie an, sie würden vielleicht mit einem kurzen Übergang im Hüttengefängnis entlassen werden. Alle befanden sich in freudiger Erregung. Sie zeigten sich gegenseitig die Bilder ihrer Männer und Kinder (Erika Etter wußte nicht, daß ihr Mann bereits hingerichtet war), richteten ihre Kleidung so nett wie möglich her. Erika, die jüngste, trug weiße Kniestrümpfe. Die Haare wurden hübsch gelegt und Lippenstifte ausgeliehen.“

Annemarie Ladewig schrieb an diesem Tag noch einen Brief an ihren Verlobten Hermann Sartorius:

„Wenn ich nur wüsste, wohin es morgen geht. … Ich sage Dir ,Auf Wiedersehen‘ und küsse Dich lieb und innig – immer Deine Annemarie. Es geht mir gut!!“

In mehreren Biografien wird die Hinrichtung der Frauen detailliert beschrieben:

„Im Gang des Häftlingsbunkers befand sich ein langer Balken unter der Decke, der als Galgen diente. In der Nacht vom 21. auf den 22. April 1945 wurden die Frauen dorthin geführt. Sie mussten sich nackt ausziehen, auf einen Stuhl steigen, die Schlinge wurde um den Nacken gelegt, der Stuhl weggezerrt. Es wurde 30 Minuten gewartet, dann wurde die nächste Frau gehängt, die das Schicksal ihrer Vorgängerin hatte mit ansehen müssen.“

„Die Morde fanden in den Nächten zwischen dem 21. und 24. April 1945 statt. Die Frauen waren die ersten Opfer. Sie mussten sich völlig entkleiden. Dann wurden sie in zwei Gruppen, je sechs nebeneinander, gehängt. Erika Etter, die jüngste, war noch übriggeblieben, da für sie kein Haken mehr frei war. […] Die Männer wußten, was ihnen bevorstand. Sie verbarrikadierten die Bunkertüren und setzten sich zur Wehr, als die Türen gewaltsam von der SS geöffnet wurden. […] Die SS warf schließlich Handgranaten durch die Bunkerfenster […] Dann fand man Erika Etter, deren Fuß unter Mauerstücken hervorragte. Man zerrte sie heraus. Erika Etter lebte noch. Mit einem Steinbrocken wurde sie erschlagen.“

In anderen Berichten wird vermutet, dass es sich bei der Frau, die sich verstecken konnte, um Hanne Mertens handelte:

„Eines der unglücklichen Opfer, die Schauspielerin Mertens, gelang es zunächst, sich unter der Holzpritsche, die dem Arrestanten zum Schlafen diente, zu verbergen. Doch wurde sie […] entdeckt und brutal an den Haaren hervorgezogen.“

Der Augenzeuge schilderte weiter, dass die Frau durch den SS-Unterscharführer Wilhelm Dreimann mit einem Stein erschlagen wurde, und wie einige der Männer Widerstand leisteten:

„Jetzt holte man die ersten zehn Männer aus dem Strafblock in der Absicht, mit ihnen dasselbe durchzuführen. […] Bei den ersten zwei gelang es auch, doch der dritte versetzte seinem Mörder, dem SS-Obersturmführer Thumann einen Schlag ins Gesicht, dass dieser gegen die Wand taumelte. Darauf stürmten die feigen Mörder fluchtartig aus dem Bunker und verriegelten das Tor. Jetzt versuchte man durch das Zellenfenster des Bunkers die Männer zusammenzuschiessen, doch die Todgeweihten hatten beschlossen, ihr Leben so teuer wie möglich zu verkaufen und als der erste seine Pistole durchs Fenster schob, erhielt er einen Schlag mit einem aus der Pritsche losgerissenem Brett auf die Hand, dass seine Waffe in die Zelle fiel.“

In einem Artikel des Hamburger Abendblatts werden die Ereignisse anders beschrieben:

„Als Thumer [Thumann] in den Bunker geht, in dem die Männer eingesperrt sind, springen sie ihn an, schlagen ihm ins Gesicht, reißen ihm die Pistole aus dem Koppel und schießen hinter ihm her, als er flieht. Thumer holt Verstärkung. Sie finden die Bunkertüren von innen verrammelt vor. Sie werfen Handgranaten durchs Fenster. Die Überlebenden in den anderen Bunkern, 30 ungefähr, werden erschossen“

Über das Ende der drei Nächte andauernden Liquidationen wurde von Augenzeugen berichtet:

„In der folgenden Nacht gingen die Mörder nun mit grösserer Vorsicht ans Werk. Zehn schwerbewaffnete Blockführer gingen unter Führung des Untscharführers Dreimann in den Strafblock und holten 10 Männer in den Häftlingsbunker. Die Liquidierung ging nun am laufenden Band, d. h. jeder einzelne der Opfer wurde mit dem Gesicht an die Rückwand des Bunkers gestellt und zusammengeknallt.“

## Prozesse gegen die Verantwortlichen
Da sich unter den Ermordeten 15 Angehörige der alliierten Nationen befanden, wurde das Verbrechen in die Anklagen mehrerer Militärprozesse, die im Curiohaus in Hamburg stattfanden, aufgenommen. Im Neuengamme-Hauptprozess (Neuengamme Camp Case No. 1) vom 18. März bis zum 13. Mai 1946 wurden 14 SS-Angehörige aus der inneren Lagerverwaltung wegen Tötung und Misshandlung Staatsangehöriger der alliierten Nationen vor Gericht gestellt. Unter ihnen war Anton Thumann, der wegen seiner verantwortlichen Stellung als Schutzhaftlagerführer zum Tode verurteilt wurde.
Bei der Befragung während des Prozesses sagte Thumann aus, dass Anfang April 1945 der Sturmbannführer Hasse den Transport aus Fuhlsbüttel angekündigt und mitgeteilt hätte, es wären noch 100 Exekutionen durchzuführen, und dass Hasse im Auftrag von Bassewitz-Behr kam.
Ein konkreter Tatvorwurf wegen der Liquidierung der 71 Widerstandskämpfer wurde im gleichen Prozess gegen den Blockführer Heinrich Ruge erhoben. Ihm konnte durch Zeugenaussagen nachgewiesen werden, dass er in der Nacht des 22. April 1945 Handgranaten in den Arrestbunker warf, in dem sich
die meuternden Häftlinge verschanzt hatten. Ein Zeuge sagte zudem aus, dass Ruge einen Überlebenden
mit einem Stein erschlagen hatte. Seine Beteiligung an den Ereignissen dieser Nacht begründete
vermutlich sein Todesurteil. Auch dem im Neuengamme-Hauptprozess zum Tode verurteilten SS-Unterscharführer Wilhelm Dreimann wurde durch Zeugenaussagen die Beteiligung an den Morden in den Nächten zwischen dem 21. und 23. April 1945 nachgewiesen.
Hans Stange, der stellvertretende Lagerleiter von Fuhlsbüttel, wurde im sogenannten Fuhlsbüttel-Prozess (Fuhlsbüttel Case No. 2), der vom 1. bis 24. September 1947 ebenfalls im Curiohaus stattfand, mit neun weiteren ehemaligen Angestellten des Polizeigefängnisses angeklagt. Seine Mitverantwortung für das Endphaseverbrechen in Neuengamme wurde protokolliert, aber nicht in das Urteil von 15 Jahren Gefängnis wegen Misshandlung und Tötung von Angehörigen der Alliierten Nationen einbezogen. Während einer Vernehmung 1947 sagte er aus:

„Ich hatte Aufsicht über den Transport nach Neuengamme, der aus ungef[ähr] 80 Mann bestand. Es waren ungefähr 10 Frauen darunter. […] Ich möchte noch sagen, dass der Transport nach Neuengamme auf Anordnung von Bassewitz-Behr durchgeführt wurde.“

Gegen von Bassewitz-Behr, der die Exekutionsliste unterschrieben hatte und als Generalleutnant der Polizei die Räumung der Hamburger Lager organisierte, wurden 1947 ein Verfahren wegen seiner Verantwortung für Verbrechen im Polizeigefängnis Fuhlsbüttel eröffnet. Der Prozess endete mit einem Freispruch. Jedoch wurde Bassewitz-Behr wegen anderer Verbrechen an die Sowjetunion ausgeliefert und starb dort am 31. Januar 1949 in einem Arbeitslager in Ostsibirien.

„Nicht geklärt ist bis zum heutigen Tage die Frage, wer den Befehl zur Erschießung der 71 Personen gab. Der Kommandant des Konzentrationslagers Neuengamme, Pauly, sein Vertreter Thuman und sein Adjutant Totzauer behaupteten, sie hätten den Befehl zur Exekution von Bassewitz-Behr erhalten. Dieser wurde jedoch durch ein britisches Militärgericht von diesem Punkt der Anklage freigesprochen.“

## Die ermordeten Frauen
Zwölf der dreizehn Frauen wurden in der Nacht vom 21. auf den 22. April 1945 im Arrestbunker des KZ Neuengamme gehängt, eine der Frauen, entweder Erika Etter oder Hanne Mertens, wurde in derselben Nacht oder einen Tag später erschlagen. Das Todesdatum all dieser Frauen wird in der Regel mit dem 21. April 1945 angegeben.
- Erna Behling

geboren am 5. Oktober 1884, Krankenschwester, letzter Wohnort Löwenstraße 5 (heute Hoheluft-Ost,), Mitglied der KPD und der Bästlein-Jacob-Abshagen-Gruppe
Ihr zum Gedenken wurde ein Stolperstein an ihrer letzten Wohnadresse verlegt.
- Senta Dohme

geboren am 6. November 1906; Frau eines Kaffeegroßhändlers
- Erika Etter

geboren am 27. September 1922, Verkäuferin, Ehefrau des am 19. Februar 1945 im Zuchthaus Brandenburg-Görden hingerichteten Widerstandskämpfers Werner Etter, letzter Wohnort Hamburg-Winterhude, Alsterdorfer Straße 40; Mitglied des KJVD und der Etter-Rose-Hampel-Gruppe
Ihr wurde in dem Ehrenhain der Widerstandskämpfer auf dem Ohlsdorfer Friedhof gemeinsam mit ihrem Mann ein Gedenkstein gesetzt. Zur Erinnerung wurde zudem 1985 in Bergedorf eine Straße Erika-Etter-Kehre genannt und ein Stolperstein an ihrer letzten Wohnadresse verlegt.
- Sophie Marie Fiering

geboren am 18. September 1897, Ehefrau des ebenfalls in Neuengamme ermordeten Ernst Fiering, letzter Wohnort Hamburg-St. Georg, St. Georgs Kirchhof 26, Mitglied der FG und der Bästlein-Jacob-Abshagen-Gruppe
Ihr zum Gedenken wurde ein Stolperstein an ihrer letzten Wohnadresse verlegt.
- Helene Heyckendorf

geboren am 15. November 1893, Schneiderin, letzter Wohnort Hamburg-Eimsbüttel, Vereinsstraße 59; Mitglied der KPD und der Bästlein-Jacob-Abshagen-Gruppe
Ihr zum Gedenken wurde ein Stolperstein an ihrer letzten Wohnadresse verlegt.
- Anna Jakuditsch

Zwangsarbeiterin, Mitglied der Widerstandsgruppe Kampf dem Faschismus (KdF-Gruppe)
- Anni Kreuzer

- Annemarie Ladewig

geboren am 5. Juni 1919, Graphikerin, Tochter von Rudolf Wilhelm Ladewig und Schwester von Rudolf Karl Ladewig, die beide ebenfalls in Neuengamme ermordet wurden, letzter Wohnort Hamburg-Winterhude, Blumenstraße 32; Mitglied der Widerstandsgruppe Kampf dem Faschismus
Ihr zum Gedenken wurde 1987 in Hamburg-Bergedorf eine Straße Annemarie-Ladewig-Kehre genannt und ein Stolperstein an ihrer letzten Wohnadresse verlegt.
- Hanne Mertens

geboren am 13. April 1909, Schauspielerin, letzter Wohnort Hamburg-Winterhude, Sierichstr. 66; im Februar 1945 wegen Wehrkraftzersetzung verhaftet
Ihr zum Gedenken wurde 1982 in Hamburg-Niendorf eine Straße Hanne-Mertens-Ring genannt, die Skulptur Tisch mit 12 Stühlen in Niendorf bezieht sie ebenfalls ein und jeweils ein Stolperstein wurde vor ihrer letzten Wirkungsstätte, dem Thalia-Theater, und ihrer letzten Wohnadresse verlegt.
- Margarete Mrosek

geboren am 25. Dezember 1902, Hausfrau, letzter Wohnort Hamburg-Nienstedten, Up de Schanz 24; Mitglied der Weißen Rose Hamburg
Ihr zum Gedenken wurde 1995 eine Straße in Hamburg-Bergedorf Margarete-Mrosek-Bogen genannt, das Mahnmal Weiße Rose in Hamburg-Volksdorf bezieht sie ein und ein Stolperstein wurde an ihrer letzten Wohnadresse verlegt.
- Elisabeth Rosenkranz

geboren am 6. März 1906, Kunsthandwerkerin, Lebensgefährtin von Rudolf Wilhelm Ladewig, der ebenfalls in Neuengamme ermordet wurde; letzter Wohnort Hamburg-Hohenfelde, Armgartstraße 4; Mitglied der Widerstandsgruppe Kampf dem Faschismus
Ihr zum Gedenken wurde ein Stolperstein an ihrer letzten Wohnadresse verlegt.
- Sinaida Strelzowa

Zwangsarbeiterin, geboren in der Ukraine; Mitglied der Bästlein-Jacob-Abshagen-Gruppe
- Margit Zinke

geboren am 18. Januar 1914, Ehefrau des ebenfalls in Neuengamme hingerichteten Paul Zinke, letzter Wohnort Hamburg-Hoheluft, Falkenried 26; Mitglied der KPD, der FG und der Bästlein-Jacob-Abshagen-Gruppe
Ihr zum Gedenken wurde ein Stolperstein an ihrer letzten Wohnadresse verlegt.

## Die ermordeten Männer
Die 58 Männer wurden zwischen dem 21. und 24. April 1945 im Arrestbunker des KZ Neuengamme ermordet, einige wurden gehängt, andere erschossen oder erschlagen, einige starben an dem Einsatz von Handgranaten. Als Todesdatum wird gemeinhin für alle diese Männer der 23. April 1945 angegeben. Neben etwa zwanzig Deutschen waren Männer verschiedener Nationen und insbesondere auch Polen in dieser Gruppe, deren Namen nicht bekannt wurden. Die folgende Liste ist deshalb unvollständig. 
- Hermann Allers[30]

- Heinrich Bachert

Mitglied der Bästlein-Jacob-Abshagen-Gruppe
- Heinrich Bajohr[30]

- Alfred Cohn

geboren 1911, letzter Wohnort Hamburg-Eimsbüttel, Schulweg 38
Ihm zum Gedenken wurde ein Stolperstein an seiner letzten Wohnadresse verlegt.
- Gerhard Dohme[30]

- Gustav Bruno Endrejat

geboren am 19. Mai 1908, letzte Wohnadresse Hamburg-Neustadt, Valentinskamp 42; Mitglied der Bästlein-Jacob-Abshagen-Gruppe
Ihm zum Gedenken wurde ein Stolperstein an seiner letzten Wohnadresse verlegt.
- Ernst Heinrich Henry Fiering

geboren am 13. September 1887, Elektriker auf der Stülcken-Werft, Ehemann der ebenfalls in Neuengamme ermordeten Widerstandskämpferin Marie Fiering, letzter Wohnort Hamburg-St. Georg, St. Georgs Kirchhof 26; Mitglied der KPD und der Bästlein-Jacob-Abshagen-Gruppe
Ihm zum Gedenken wurde ein Stolperstein an seiner letzten Wohnadresse verlegt.
- Egon Hirsch[30]

- Kurt Hirschfeld[30]

- August Hoffmann

Mitglied der Bästlein-Jacob-Abshagen-Gruppe
- Rudolf Karl Ladewig

geboren am 19. Februar 1922, Sohn von Rudolf Wilhelm Ladewig und Bruder von Annemarie Ladewig, die beide ebenfalls in Neuengamme ermordet wurden; letzter Wohnort Hamburg-Winterhude, Blumenstraße 32; Mitglied der KdF-Gruppe
Ihm zum Gedenken wurde ein Stolperstein an seiner letzten Wohnadresse verlegt.
- Rudolf Wilhelm Emil Ladewig

geboren am 30. April 1893, Architekt, Vater von Rudolf Karl Ladewig und Annemarie Ladewig, Lebensgefährte von Elisabeth Rosenkranz, die ebenfalls in Neuengamme ermordet wurden; letzter Wohnort Hamburg-Hohenfelde, Armgartstraße 4; Mitglied der KdF-Gruppe;
Ihm zum Gedenken wurde ein Stolperstein an seiner letzten Wohnadresse verlegt.
- Kurt Ledien

geboren am 5. Juni 1893, Jurist, letzten Wohnort Hamburg-Altona, Hohenzollernring 34; Beteiligung an der Weißen Rose Hamburg
Ihm zum Gedenken wurden zwei Stolpersteine, einer vor seiner letzten Wohnadresse und einer vor dem Ziviljustizgebäude am Sievekingplatz, verlegt. Das Mahnmal Weiße Rose in Volksdorf und die Skulptur Tisch mit 12 Stühle in Hamburg-Niendorf beziehen ihn ebenfalls in das Gedenken ein. In Niendorf ist zudem eine Straße nach ihm benannt.
- Heinrich Matz

geboren am 9. Oktober 1908, Heizungsmonteur, Mitglied der Bästlein-Jacob-Abshagen-Gruppe
- Karel Racmann

geboren am 20. Dezember 1883, tschechischer Staatsbürger, Tischler, letzter Wohnort Hamburg-Eimsbüttel, Bei der Apostelkirche 28; Angehöriger der KdF-Gruppe und des Vereins Svornost
Ihm zum Gedenken wurde ein Stolperstein an seiner letzten Wohnadresse verlegt.
- Franz Reetz

geboren am 23. März 1884, Binnenschiffer, Stülcken-Werft, letzte Wohnadresse Hamburg-Rothenburgsort, Vierländer Damm; Mitglied der Bästlein-Jacob-Abshagen-Gruppe
Ihm zum Gedenken wurde ein Stolperstein an seiner letzten Wohnadresse verlegt.
- Philipp Rispe[30]

- Bernhard Rosenstein

jüdischer Bürger, parteilos, aus politischen Gründen verhaftet
- Hans Vincent Scharlach

geboren 1919, letzter Wohnort Hamburg-Rotherbaum, Fontenay 10
Sohn des emigrierten jüdischen Hamburger Wirtschaftsanwalts Otto Scharlach. Hans Vincent Scharlach zum Gedenken wurde ein Stolperstein an seiner letzten Wohnadresse verlegt.
- Heinrich Schröder

Metallarbeiter, Mitglieder der KdF-Gruppe
- Vincent Smok

tschechischer Staatsbürger, Angehöriger der KdF-Gruppe und des Vereins Svornost
- Paul Zinke

geboren am 8. März 1901, Elektriker, Ehemann der ebenfalls in Neuengamme ermordeten Widerstandskämpferin Margit Zinke, letzter Wohnort Hamburg-Hoheluft, Falkenried 26; Mitglied der Bästlein-Jacob-Abshagen-Gruppe
Ihm zum Gedenken wurde ein Stolperstein an seiner letzten Wohnadresse verlegt.